# Familjen Helsingborg
Familjen Helsingborg är ett platsvarumärke och ett namn på ett kommunsamarbete mellan 11 kommuner i  nordvästra Skåne. Kommunerna Bjuvs kommun, Båstads kommun, Helsingborgs kommun, Höganäs kommun, Klippans kommun, Landskrona kommun, Perstorps kommun, Svalövs kommun, Åstorps kommun, Ängelholms kommun och Örkelljunga kommun deltar i samarbetet.

## Bakgrund
Kommunerna inom Familjen Helsingborg har samarbetat i nuvarande form sedan 1996. Först kallade man sig för Nosam, Nordvästra Skånes Samarbetskommitté, en sammanslutning som bildades 1996 efter att det tidigare kommunförbundet NSK avvecklats. 2004 introducerades Skåne Nordväst. I juni 2012 fattade  styrelsen i Skåne Nordväst beslut om  att anta namnet Familjen Helsingborg.

## Samarbeten
Familjen Helsingborgs verksamhetsidé är att skapa förutsättningar för livskvalitet för invånare och livskraft för företag. Medlemmarna samarbetar inom ett 40-tal nätverk inom verksamheter som exempelvis destinationsutveckling, kultur, social omsorg, näringsliv, arbetsmarknad och skola. Det finns ett trettiotal organisationer/avtal där olika kommuner deltar, till exempel Räddningssamverkan Familjen Helsingborg, NSVA,  Vuxenutbildning och HR servicecenter. Familjen Helsingborg driver även ett traineeprogram. Traineerna är nyutexaminerade akademiker som valts ut för att de anses ha särskilt goda förutsättningar att i framtiden inta ledande eller strategiska specialistfunktioner i kommunal verksamhet.

## Organisation
Beslut inom Familjen Helsingborg tas av en styrelse som består av politiker från varje kommun. Ärenden till styrelsen bereds av kommundirektörerna, med stöd från samarbetets nätverk inom olika verksamhetsområden. Arbetet koordineras av ett sekretariat.